# Laughlin
Laughlin is een plaats (census-designated place) in het uiterste zuiden van de Amerikaanse staat Nevada, aan de grens met Californië en Arizona. Bestuurlijk gezien behoort Laughlin tot Clark County. Lauglin ligt aan de rivier de Colorado, recht tegenover Bullhead City, waarmee een sterke onderlinge economische afhankelijkheid is.

## Demografie
Bij de volkstelling in 2000 werd het aantal inwoners vastgesteld op 7076.. In 2010 was het inwonertal gestegen tot 7323.

## Geografie
Volgens het United States Census Bureau beslaat Laughlin een oppervlakte van 231,8 km², waarvan 228,2 km² land en 3,6 km² water.

## Plaatsen in de nabije omgeving
De onderstaande figuur toont nabijgelegen plaatsen in een straal van 28 km rond Laughlin.

## Economie
Er is een tiental grote casino's veelal gelegen aan de voornaamste doorgaande weg door Laughlin, de Casino Drive. Naar Europese maatstaven zijn dit grote hotels; qua volume doen ze echter onder voor de grootste hotels die gelegen zijn aan de Strip in Las Vegas. Ze vormen een belangrijke bron van inkomsten. Na Las Vegas en Reno is Laughlin de derde gokstad van Nevada. Op midweekse dagen is Laughlin doorgaans een populaire bestemming voor gepensioneerden, voornamelijk vanwege het aanmerkelijk lagere prijspeil van de hotels in vergelijking met Las Vegas en ook Reno. In de weekenden komen ook de inwoners van omliggende plaatsen zoals Bullhead City in groten getale op de casino's af.
De rivier de Colorado biedt diverse watersportmogelijkheden; met name jetski's zijn populair.